# Démographie du Malawi
Cet article contient des statistiques sur la démographie du Malawi.

## Évolution de la population

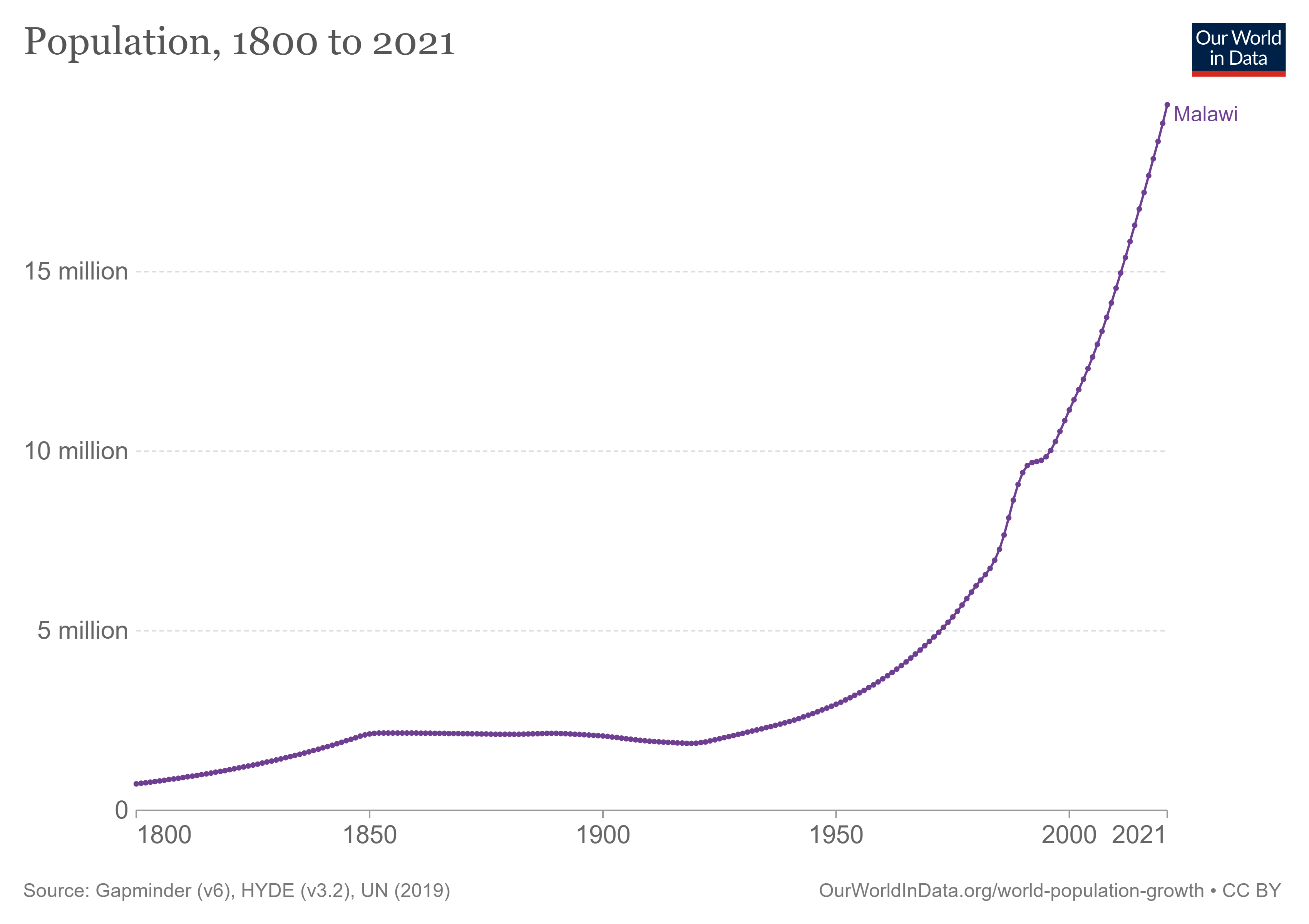
Évolution démographique du Malawi

| Année | Population totale (en millier) | Population de 14 ans ou moins (%) | Population entre 15 et 64 ans (%) | Population de 65 ans ou plus (%) |
| ----- | ------------------------------ | --------------------------------- | --------------------------------- | -------------------------------- |
| 1950  | 2 881                          | 45,7                              | 51,2                              | 3,1                              |
| 1955  | 3 166                          | 45,7                              | 51,5                              | 2,8                              |
| 1960  | 3 525                          | 45,9                              | 51,6                              | 2,6                              |
| 1965  | 3 975                          | 45,3                              | 52,3                              | 2,4                              |
| 1970  | 4 531                          | 46,3                              | 51,4                              | 2,3                              |
| 1975  | 5 302                          | 46,9                              | 50,6                              | 2,5                              |
| 1980  | 6 240                          | 47,1                              | 50,3                              | 2,6                              |
| 1985  | 7 268                          | 47,5                              | 50,0                              | 2,5                              |
| 1990  | 9 381                          | 45,9                              | 51,4                              | 2,7                              |
| 1995  | 9 883                          | 44,7                              | 52,2                              | 3,1                              |
| 2000  | 11 229                         | 45,8                              | 51,1                              | 3,1                              |
| 2005  | 12 823                         | 46,1                              | 50,9                              | 3,1                              |
| 2010  | 14 901                         | 45,8                              | 51,1                              | 3,1                              |

## Évolution des principaux indicateurs démographiques[13]
| Période     | Naissances annuelles | Décès annuels | Solde naturel annuel | Taux de natalité (‰) | Taux de mortalité (‰) | Solde naturel (‰) | Indice de fécondité | Taux de mortalité infantile |
| ----------- | -------------------- | ------------- | -------------------- | -------------------- | --------------------- | ----------------- | ------------------- | --------------------------- |
| 1950 - 1955 | 144 000              | 85 000        | 59 000               | 47,5                 | 28,0                  | 19,5              | 6,78                | 198                         |
| 1955 - 1960 | 162 000              | 89 000        | 72 000               | 48,3                 | 26,7                  | 21,7              | 6,84                | 192                         |
| 1960 - 1965 | 187 000              | 97 000        | 91 000               | 49,9                 | 25,7                  | 24,1              | 7,00                | 186                         |
| 1965 - 1970 | 219 000              | 107 000       | 113 000              | 51,5                 | 25,1                  | 26,5              | 7,20                | 180                         |
| 1970 - 1975 | 257 000              | 115 000       | 142 000              | 52,3                 | 23,4                  | 28,9              | 7,40                | 168                         |
| 1975 - 1980 | 314 000              | 130 000       | 183 000              | 54,3                 | 22,6                  | 31,8              | 7,50                | 159                         |
| 1980 - 1985 | 351 000              | 139 000       | 212 000              | 51,9                 | 20,6                  | 31,3              | 7,30                | 151                         |
| 1985 - 1990 | 410 000              | 157 000       | 253 000              | 49,3                 | 18,8                  | 30,4              | 7,00                | 143                         |
| 1990 - 1995 | 453 000              | 173 000       | 280 000              | 47,0                 | 17,9                  | 29,1              | 6,50                | 133                         |
| 1995 - 2000 | 479 000              | 189 000       | 290 000              | 45,4                 | 17,9                  | 27,5              | 6,20                | 121                         |
| 2000 - 2005 | 522 000              | 199 000       | 323 000              | 43,4                 | 16,6                  | 26,8              | 6,03                | 107                         |
| 2005 - 2010 | 610 000              | 190 000       | 420 000              | 44,0                 | 13,7                  | 30,3              | 6,00                | 95                          |

## Fécondité
En 2016, le taux de fécondité au Malawi s'élève à 4,4 enfants par femme.
|               | 2000 | 2004 | 2010 | 2016 |
| ------------- | ---- | ---- | ---- | ---- |
| Milieu urbain | 4,5  | 4,2  | 4,0  | 3,0  |
| Milieu rural  | 6,7  | 6,4  | 6,1  | 4,8  |
| Total         | 6,3  | 6,0  | 5,7  | 4,4  |

## Sources
1. ↑  Indicateurs du World-Factbook publié par la CIA.
2. ↑  Le taux de variation de la population 2018 correspond à la somme du solde naturel 2018 et du solde migratoire 2018 divisée par la population au 1er janvier 2018.
3. ↑  Indicateurs du World-Factbook publié par la CIA.
4. ↑  L'indicateur conjoncturel de fécondité (ICF) pour 2018 est la somme des taux de fécondité par âge observés en 2018. Cet indicateur peut être interprété comme le nombre moyen d'enfants qu'aurait une génération fictive de femmes qui connaîtrait, tout au long de leur vie féconde, les taux de fécondité par âge observés en 2018. Il est exprimé en nombre d’enfants par femme. C’est un indicateur synthétique des taux de fécondité par âge de 2018.
5. ↑  Indicateurs du World-Factbook publié par la CIA.
6. ↑   Le taux de natalité 2018 est le rapport du nombre de naissances vivantes en 2018 à la population totale moyenne de 2018.
7. ↑  Indicateurs du World-Factbook publié par la CIA.
8. ↑   Le taux de mortalité 2018 est le rapport du nombre de décès, au cours de 2018, à la population moyenne de 2018.
9. ↑  Indicateurs du World-Factbook publié par la CIA.
10. ↑  Le taux de mortalité infantile est le rapport entre le nombre d'enfants décédés à moins d'un an et l'ensemble des enfants nés vivants.
11. ↑  L'espérance de vie à la naissance en 2018 est égale à la durée de vie moyenne d'une génération fictive qui connaîtrait tout au long de son existence les conditions de mortalité par âge de 2018. C'est un indicateur synthétique des taux de mortalité par âge de 2018.
12. ↑  L'âge médian est l'âge qui divise la population en deux groupes numériquement égaux, la moitié est plus jeune et l'autre moitié est plus âgée.
13. ↑  World Population Prospects: The 2010 Revision
14. ↑  (en) The DHS Program (Enquêtes démographiques et de santé)